# 144e méridien ouest
En géographie, le 144e méridien ouest est le méridien joignant les points de la surface de la Terre dont la longitude est égale à 144° ouest.

## Géographie

### Dimensions
Comme tous les autres méridiens, la longueur du 144e méridien correspond à une demi-circonférence terrestre, soit 20 003,932 km. Au niveau de l'équateur, il est distant du méridien de Greenwich de 16 030 km,.
Avec le 36e méridien est, il forme un grand cercle passant par les pôles géographiques terrestres.

### Régions traversées
En commençant par le pôle Nord et descendant vers le sud au pôle Sud, Le 144e méridien ouest passe par:
| Coordonnées           | Pays, territoire ou mer | Notes |
| --------------------- | ----------------------- | --- |
| 90° 00′ N, 144° 00′ O | Océan Arctique          | |
| 73° 13′ N, 144° 00′ O | Mer de Beaufort         | |
| 70° 06′ N, 144° 00′ O | États-Unis              | Alaska — Île Arey et le continent |
| 60° 01′ N, 144° 00′ O | Océan Pacifique         | Passe juste à l'ouest de l'atoll Makemo, Polynésie française (à 16° 30′ S, 143° 59′ O) Passe juste à l'est de l'atoll Hiti, Polynésie française (à 16° 44′ S, 144° 03′ O) |
| 60° 00′ S, 144° 00′ O | Océan Austral           | |
| 75° 31′ S, 144° 00′ O | Antarctique             | Liste des territoires non revendiqués |